# Charles Adolphe Wurtz

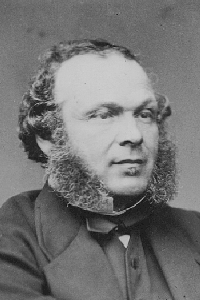
Charles Adolphe Wurtz

Charles Adolphe Wurtz, także Adolphe Wurtz (ur. 26 listopada 1817 w Wolfisheim, zm. 12 maja 1884 w Paryżu) – francuski chemik.
Profesor uczelni medycznych w Paryżu: École de Médicine (od 1853) i Faculté des Sciences (od 1875). Członek Francuskiej Akademii Nauk (od 1867).
Zajmował się badaniami nad kwasami fosforowymi. Odkrył trichlorek fosforylu, aldol, glikol. Przeprowadził pierwsze syntezy amin. Opracował syntezę wyższych węglowodorów alifatycznych (łańcuchowych) i innych związków organicznych (reakcja Wurtza).
Jego nazwisko pojawiło się na liście 72 nazwisk na wieży Eiffla.